# 粟根まこと
粟根 まこと（あわね まこと、1964年8月7日 - ）は、日本の俳優、声優。大阪府出身。血液型はA型。
大阪大学工学部醗酵工学科中退。第2劇場、ちゃかぽこ調書を経て、1985年より劇団☆新感線に参加。

## 人物・エピソード
劇団☆新感線の公演では、知的でありながらどこか抜けたキャラクターを演じることが多い。当時スタッフとしては音響もでき、役者でもインパクトのある器用な人物であったため劇団☆新感線以外にも、様々な舞台で活躍するようになる。
通常から眼鏡をかけており、舞台に立つ時もおおむね眼鏡を欠かさない。ただし舞台上では度の入っていない伊達眼鏡を使用している。非常に視力が弱いが、それがゆえ万が一眼鏡が壊れたり外れたりしても舞台上の演技に支障をきたさないための配慮である。
知的なキャラクターと裏腹に可愛らしい動物が好きで、客演先でもあるリリパットアーミーIIの座長・わかぎゑふは「福井千夏を小動物として愛してやまない」と語っている。

## 出演

### 舞台

#### 劇団☆新感線
- ヒデマロ2〜銀河烈風斎の逆襲（1985年）
- 星の忍者〜THE STRANGE STAR CHILD（1986年）
- こてんぱんっ!!グラフィティ（1986年）
- 夢見る無法者〜HARD LUCK BOYS（1986年）
- TIMESLIP 黄金丸（1986年）
- 阿修羅城の瞳〜BLOOD GETS IN YOUR EYES（1987年）
- BOYS IN THE ATTIC〜闇夜はドッキリ！（1987年）
- 星の忍者―風雲乱世篇―（1988年）
- 宇宙防衛軍ヒデマロ3〜キルファーライジング（1988年） - Dr.ポーツネル 役
- ヒデマロ4〜逆襲のビリィ（1989年）
- 仮名絵本西遊記（1989年） - 美猴王 役
- スサノオー神の剣の物語（1989年） - カゼヨミ 役
- ボッキー・ホラー・ショー 〜HOUSE OF THE FOOLIN'（1990年）
- 宇宙防衛軍ヒデマロV〜完結篇〜（1990年）
- 髑髏城の七人（1990年）
- アトミック番外地（1991年）
- 仮名絵本西遊記（1991年）
- 銀河一発伝説 ゴローにおまかせ（1992年）
- 劇団☆新感線一座興行（1992年） - バーニング渡辺 役
- TIMESLIP 黄金丸（1993年） - 宇賀地典膳 役
- 地獄の軍団 ゴローにおまかせ2（1993年） - 魔法のマコ 役
- スサノオ〜武流転生（1994年） - ニニギノミコト 役
- 古田新太之丞東海道五十三次地獄旅〜ハヤシもあるでョ！（1994年） - からくり戯衛門 役
- The House of BOCKY HORROR ROCK’N ROLL CIRCUS（1994年）
- 星の忍者 〜Stranger in a Strange Star（1995年） - 目無しの垣吐 役
- ゴローにおまかせ3〜後ろから前から（1995年） - PONZO 役
- BEAST IS RED〜野獣郎見参！（1996年） - 安倍西門 / 風鏡 / 道満王 役
- 花の紅天狗（1996年） - 藪雨史郎 役
- 直撃！ドラゴンロック〜轟天（1997年） - Dr.チェンバレン 役
- 髑髏城の七人（1997年） - 無界屋蘭兵衛 役
- SUSANOH〜魔性の剣（1998年） - オグナノタケル 役
- PSY U CHIC―西遊記 〜仮名絵本西遊記より〜（1999年） - 天鷹将軍 役
- 直撃！ドラゴンロック2・轟天大逆転〜九龍城のマムシ（1999年） - マコ乙松 役
- LOST SEVEN（1999年） - アイゼン・ハインリッヒ伯爵 役
- 阿修羅城の瞳〜BLOOD GETS IN YOUR EYES（2000年） - 安倍龍神 役
- 古田新太之丞・東海道五十三次地獄旅〜踊れ！いんど屋敷（2000年） - からくり戯衛門 役
- 野獣郎見参〜BEAST IS RED（2001年） - 穿ちの錐蔵 役
- 大江戸ロケット（2001年） - 赤井西之介 役
- 直撃！ドラゴンロック3〜轟天対エイリアン（2001年） - ケンケン将軍 役
- スサノオ〜神の剣の物語（2002年） - スサナギ 役
- アテルイ（2002年） - 飛連通 役
- 七芒星（2002年） - 月宝の開陽 役
- 花の紅天狗（2003年） - 藪雨史郎 役
- レッツゴー！忍法帖（2003年） - 秋葉弾正 役
- 髑髏城の七人〜アオドクロ〜（2004年） - 渡京 役
- SHIROH（2004年） - 三宅蔵人 役
- 荒神〜AraJinn〜（2005年） - イービル・ツボイ 役
- 吉原御免状（2005年） - 佐川新左衛門 役
- メタルマクベス（2006年） - パール王 / ナンプラー 役
- Cat in the Red Boots（2006年） - ハリー・堀田 役
- 朧の森に棲む鬼（2007年） - ウラベ 役
- 犬顔家の一族の陰謀〜金田真一耕助之介の事件です。ノート（2007年） - 粟館弁護士 役
- IZO（2008年） - 勝海舟 役
- 五右衛門ロック（2008年） - ガモー将軍 役
- 蜉蝣峠（2009年） - 流石先生 役
- 蛮幽鬼（2009年） - 音津空麿 役
- 薔薇とサムライ GoemonRock OverDrive（2010年） - ガファス・デ・ナルビオッソ 役
- 鋼鉄番長（2010年） - 灰汁音醤太郎 役
- 港町純情オセロ（2011年） - 三ノ宮瓦 役
- 髑髏城の七人（2011年） - 天部の将監 役
- シレンとラギ（2012年） - モロナオ 役
- ZIPANG PUNK 五右衛門ロックIII（2012年） - 石田三成 役
- 蒼の乱（2014年） - 伊予純友 役
- ラストフラワーズ（2014年） - サルバドル 役
- 五右衛門VS轟天（2015年） - Dr.チェンバレン / からくり戯衛門 役
- 乱鶯（2016年） - 勘助 役
- Vamp Bamboo Burn〜ヴァン！バン！バーン！（2016年） - 霧島茂 役
- 髑髏城の七人season鳥（2017年） - 渡京 役
- 髑髏城の七人season月 上弦の月（2017 - 2018年） - 渡京 役
- メタルマクベス disc1（2018年） - パール王 / ナンプラー 役
- メタルマクベス disc3（2018年） - パール王 / ナンプラー 役
- 偽義経冥界歌（2019年） - 源頼朝 役
- けむりの軍団（2019年） - 残照 役
- 偽義経冥界歌（2020年） - 源頼朝 役
- 狐晴明九尾狩（2021年） - 藤原近頼 役
- 神州無頼街（2022年） - 風天千之介 役
- 薔薇とサムライ2 海賊女王の帰還（2022年） - ケッペル・レンテス 役
- ミナト町純情オセロ〜月がとっても慕情篇（2023年） - 三ノ宮一郎 役
- 天號星（2023年） - 明神甲斐守忠則 役[4]
- バサラオ（2024年） - キタタカ 役[5]
- いのうえ歌舞伎【譚】Retrospective『紅鬼物語』（2025年）[6][7]
- いのうえ歌舞伎『爆烈忠臣蔵〜桜吹雪 THUNDERSTRUCK』（2025年公演予定）[8]

#### 客演
- こどもの一生（売名行為）（1990年） - 藤堂 役
- 天国から北へ3キロ（演劇集団キャラメルボックス）（1991年） - 巴さん 役
- FINAL（売名行為）（1991年）
- Pas de deux 〜パ・ド・ドゥ〜（1991年） - マコト 役
- 蒼き月影、あつまりし夜。（笑殺軍団リリパットアーミー）（1991年）
- 冬の絵空（劇団そとばこまち）（1992年）
- 人体模型の夜（笑殺軍団リリパットアーミー）（1992年）
- ハードロックじじい（笑殺軍団リリパットアーミー）（1993年）
- ROCK OPERA HAMLET（1993年） - 廷臣 / 旅芸人 役
- ジャンキー・スクエア（劇団MOTHER）（1994年）
- 水嶋さんのストライキ（1994年）
- やまびこ65号、応答せよ！（演劇集団キャラメルボックス）（1994年）
- ジャングル（劇団MOTHER）（1995年）
- ピンク・ピッグ・ブルース（笑殺軍団リリパットアーミー）（1995年）
- '95一心寺恐怖百物語（1995年）
- びろ〜ん（Belong）（遊気舎）（1996年）
- やまびこ67号、応答せよ！（演劇集団キャラメルボックス）（1996年） - 山猫 / 粟根田役
- '96一心寺恐怖百物語（1996年）
- ジャンキー・スクエア（劇団MOTHER）（1997年）
- '97一心寺恐怖百物語（1997年）
- ベイビーさん〜あるいは笑う馬曲団について〜（笑殺軍団リリパットアーミー）（1998年）
- 一郎ちゃんが行く（1998年） - 白河稀人 役
- 銀河の約束（1998年） - 田中佑偉 役
- '99一心寺恐怖百物語（1999年）
- Mission Impatient（大田王）（1999年）
- ミッドナイトミステリー千年晩餐会の謎（1999年）
- お正月（1999年） - 村山一之進 役
- MIRAGE（演劇集団キャラメルボックス）（2000年） - 新庄先生 役
- ジャンキー・スクエア（劇団MOTHER）（2000年）
- プラシーボデパート（劇団MOTHER）（2000年）
- 釣りキチなみえ（2000年） - 日替わりゲスト
- 必っちゃん殺っちゃん（2001年）
- BIG BIZ〜宮原木材危機一髪！〜（AGAPE store）（2001年、2002年） - 結城 役
- 王立寄席（2002年） - 粟根屋まこ八 役
- 天保十二年のシェイクスピア（2002年） - 小見川の花平 / 笹川の繁蔵 役
- 賢治島探検記（演劇集団キャラメルボックス）（2002年） - 日替わりゲスト タヌキの子 / 宮沢賢治 役
- エンブナイト（2002年）
- お察しします（GISELLE）（2003年）
- 空天華（リリパットアーミーII）（2003年） - 日替わりゲスト
- BIGGER BIZ 絶体絶命！結城死す！?（AGAPE store、声の出演のみ）（2003年、2005年） - 結城 役
- パラレリ（2003年） - 鴨名江藤和 役
- OINARI〜浅草ギンコ物語（花組芝居）（2003年） - 村崎竜作 役
- ちゃちゃちゃ〜ある洋服職人の物語〜（リリパットアーミーⅡ）（2004年） - 日替わりゲスト 徳川慶喜 役
- ドナインシタイン博士のひみつ学会（川下大洋主催）
  - §1 動物のひみつ（2004年）
  - §3 初恋のひみつ（2006年）
  - §4 スイミンのひみつ（2008年）
- 第一章 流れ姉妹〜たつことかつこ〜（真心一座身も心も）（2005年） - 歌川英明 役
- 時の男〜匂うがごとく今盛りなり〜（リリパットアーミーII、大阪公演のみ）（2005年） - 三条葛城 役
- BIGGEST BIZ〜最後の決戦！ハドソン川を越えろ〜（AGAPE store）（2006年） - 結城 役
- まつさをな（演劇集団キャラメルボックス）（2007年） - 青柳徳右衛門介 役
- 苦情の手紙（ケイダッシュステージ）（2007年）
- abbey（ケイダッシュステージ）（2007年） - 佐藤雅夫 役
- 罪と、罪なき罪（リリパットアーミーII）（2008年） - 大倉益次郎伯爵 役
- 昭和島ウォーカー（パルコ・プロデュース）（2008年） - マネージャー 役
- 冬の絵空（キューブ）（2008年） - 吉良上野介 役
- 泉鏡花の夜叉ケ池（花組芝居）（2009年） - 日替わりゲスト
- 斎藤幸子（パルコ・プロデュース）（2009年） - 沢渡先生 役
- 罪と、罪なき罪（再演）（リリパットアーミーII）（2010年） - 大倉益次郎伯爵 役
- 日本モンティパイソン宣言（2010年） - 日替わりゲスト
- 僕を愛ちて。〜燃える湿原と音楽〜（劇団鹿殺し）（2011年） - 古屋敷哲郎 役
- Pre-RENJO「訣別、門出」篇（2011年） - 雅信 役
- CLOUD -クラウド-（2011年） - イタバシ 役
- 十一ぴきのネコ（2012年） - にゃん四郎 役
- abc★赤坂ボーイズキャバレー 〜3回表！〜 自分に渇を入れて勝つ！（2012年） - 妹尾柊一郎 役
- 傀儡女〜時の男最終章（リリパットアーミーII）（2012年） - 後鳥羽上皇 役
- サイレント・フェスタ（東京ハートブレイカーズ）（2013年） - 矢沢 役
- ママと僕たち（ネルケプランニング）（2013年） - 謎のおじさん 役
- 変則短篇集組曲『空想』日替わり短編「あっ！」（2013年） - 粟根課長 役
- 真田十勇士（2013年） - 根津甚八 役
- ショーシャンクの空に（NAPPOS PRODUCE）（2013年） - サミュエル・ノートン刑務所長 役
- 一郎ちゃんがいく。（ネルケプランニング、東京公演のみ）（2014年） - 白河稀人 役
- つんざき行路、されるがまま（月影番外地）（2014年） - 木枯日出男 役
- 真田十勇士（2015年） - 根津甚八 役
- 芸祭（2015年） - 学生課職員 役
- 夜の入り口 第4シーズン「ポポイ」（Produce lab 89）（2015年）
- 夜の姉妹（ネルケプランニング）（2015年） - アンナ・エグロシュタイン夫人 役[9][10]
- 春宵・読ミビトツドイテ（TEAM HANDY ゼータクチク）（2017年）
- スキップ（NAPPOS PRODUCE）（2017年） - 父 / 尾白先生 / 岩村 役[11]
- サブマリン（東京ハートブレイカーズ）（2017年） - 棚岡清 役
- トリスケリオンの靴音（エヌオーフォー）（2018年） - 土門忠 役
- 若様組まいる〜アイスクリン強し〜（メディアミックス・ジャパン）（2018年） - 小泉琢磨 役
- +GOLD FISH（メディアミックス・ジャパン）（2019年） - ブラント 役
- BURAI2（ブシプロ）（2019年） - 巻島真司 役
- 明治座の変 麒麟にの・る（る・ひまわり）（2019年） - おっちゃん 役
- 浦島さん（ヴィレッヂプロデュース）（2020年） - 亀 役
- 照らす（ノックノックス）（2020年）
- オリエント急行殺人事件（エイベックス・エンタテインメント）（2020年） - サミュエル・ラチェット / アーバスノット大佐 役[12]
- 今日もしんでるあいしてる（悪い芝居）（2021年） - 恥毬鼓動 役
- りぼん，うまれかわる（NAPPOS PRODUCE）（2021年） - 前後渉 役
- 明治座で逆風に帆を張・る！！（る・ひまわり）（2021年） - 北条時政 役
- 蟹工船稽古初日（2022年）
- フェイクキラーズ（dopeⒶdope）（2022年） - 外園喜隆 役
- 海底二万里稽古初日（2023年） - コンセイユ 役
- 嵐になるまで待って（NAPPOS PRODUCE）（2023年） - 広瀬教授 役
- バンピーラダーズ（dopeⒶdope）（2024年） - 伊神威史 役
- BURAI3 -最終章-（ブシプロ）（2024年） - 巻島真司 役
- FOLKER（2025年）[13]

### テレビドラマ
- クリーニング・インフェルノ - 諜謀省長官 役
- 斬・旋風剣乱刃行〜首獲らずの陣内〜 - 笠置鉄心 役
- 幕末群星譚〜さらば、剣〜（関西テレビ） - 柘植ノ辰巳 役
- パノラマ電波横丁 パンチ・デ・ニーロ 第11話 - 南森町博士 役
- ほんまもん（NHK大阪） - 三国 役
- ほーむめーかー - 熊田 役
- 大河ドラマ 新選組！ 第49話（NHK） - 谷守部 役
- RUN AWAY GIRL 流れる女 第7・8話 - 加平山郁造 役
- 天才てれびくんMAX（NHK）
  - 新ユゲデール物語 第11話 - 4×9（シック）役
  - 日付変更船プッカリーノ 第4話
- 大河ドラマ 功名が辻 第25話（NHK） - 落合源太左衛門宗久役
- わたしが子どもだったころ 〜佐野史郎編〜（NHK） - 父 役
- 金曜プレステージ 事件記者〜警視庁記者クラブ〜（フジテレビ） - 土井垣肇 役
- 星新一ショートショート（NHK）
- トンスラ 第1話（日本テレビ） - 小森 役
- 猿ロック - 猿丸大二郎 役
- MM9-MONSTER MAGNITUDE- - 四元良成 役
- 11人もいる！第6・8話（テレビ朝日） - 田所カズオ 役
- 勇者ヨシヒコと悪霊の鍵（テレビ東京） - ジャッキー・ピョン 役
- 仮面ライダーウィザード 第40・41話（テレビ朝日） - 西川 役
- 半沢直樹 第5話（TBS） - 丸岡耕二 役

### 映画
- 八岐之大蛇の逆襲（DAICON FILM） - ニュースキャスター 役
- 燃えよピンポン〜OLドラゴン危機一髪
- ローレライ - 船田光家大尉 役
- ヒロイン！なにわボンバーズ
- 隠し砦の三悪人 THE LAST PRINCESS - 草上 役
- インスタント沼 - 白い骨董屋店主 役
- これでいいのだ！！映画★赤塚不二夫 - 山口哲夫 役
- 死ガ二人ヲワカツマデ… - 稲葉透 役
- シン・ゴジラ[14]（未使用テイクのみ）
- 恐怖人形（2019年） - 和田教授 役
- 大怪獣のあとしまつ - 犬神博士 役

### テレビアニメ
2013年
- キルラキル（宝多金男）

### アニメ映画
2007年
- Genius Party Beyond MOONDRIVE（学者）

### Webアニメ
- B: The Beginning（2018年、クエン[16]）

### ゲーム
- THE KING OF FIGHTERSシリーズ（七枷社）
- 幕末浪漫 月華の剣士シリーズ（嘉神慎之介）
- COOL COOL TOON（Dr.スティン）
- 解放少女 SIN（丙）

### ラジオ番組
- 劇団☆新感線・粟根まことの「感隙トーク！」（Webラジオ）[17]
- 深夜の音楽食堂（FMヨコハマ）

### ラジオドラマ
- FMシアター ならず者[再]（NHK和歌山）（1992年）
- FMシアター スチーム◆パンクラチオン（NHK大阪）（2001年）
- 青春アドベンチャー きりしたん算用記（NHK-FM）（2017年）
- 青春アドベンチャー 天下城（NHK-FM）（2017年）

### CM
- パイロット「スーパーグリップノック」（鈴木蘭々と共演）
- 明治「ガルボ」（三浦春馬と共演）

## 著作・連載
- あわボンDX（単行本/演劇ぶっく社）
- 貧弱ユビキタス（携帯サイト『演劇モバイル』）
- 粟根まことの人物ウォッチング（雑誌『演劇ぶっく』連載中）